# Copa de España veldrijden 2023
De Copa de España veldrijden 2023 is de achtste editie van de Spaanse Beker Veldrijden. Het regelmatigheidscriterium van de Koninklijke Spaanse Wielerbond omvatte acht wedstrijden.

## Podia
| Categorie     | Winnaar                      | Tweede                 | Derde                 |
| ------------- | ---------------------------- | ---------------------- | --------------------- |
| Mannen elite  | Gonzalo Inguanzo Macho (O23) | Mario Junquera         | Felipe Orts           |
| Vrouwen elite | Lucía González               | Sofia Rodriguez Revert | Irene Trabazo Bragado |

## Wedstrijdschema
| Nr | Datum      | Cross          | Winnaar                      | Leider                       | Winnares               | Leidster              |
| -- | ---------- | -------------- | ---------------------------- | ---------------------------- | ---------------------- | --------------------- |
| 1  | 01-10-2023 | Gijon          | Kevin Suárez Fernández       | Kevin Suárez Fernández       | Laura Verdonschot      | Laura Verdonschot     |
| 2  | 07-10-2023 | Pontevedra     | Kevin Suárez Fernández       | Kevin Suárez Fernández       | Laura Verdonschot      | Laura Verdonschot     |
| 3  | 12-10-2023 | As Pontes      | Jens Dekker                  | Kevin Suárez Fernández       | Laura Verdonschot      | Laura Verdonschot     |
| 4  | 29-10-2023 | Les Franqueses | Gonzalo Inguanzo Macho (O23) | Mario Junquera               | Irene Trabazo Bragado  | Laura Verdonschot     |
| 5  | 05-11-2023 | Karrantza      | Gonzalo Inguanzo Macho (O23) | Mario Junquera               | Irene Trabazo Bragado  | Irene Trabazo Bragado |
| 6  | 11-11-2023 | Alcobendas     | Gonzalo Inguanzo Macho (O23) | Mario Junquera               | Lucía González         | Irene Trabazo Bragado |
| 7  | 16-12-2023 | Xàtiva         | Felipe Orts                  | Gonzalo Inguanzo Macho (O23) | Alba Teruel            | Irene Trabazo Bragado |
| 8  | 17-12-2023 | Stad Valencia  | Felipe Orts                  | Gonzalo Inguanzo Macho (O23) | Sofia Rodriguez Revert | Lucía González        |

## Eindstand

### Mannen elite
| Pos. | Renner                                   | Ploeg                    | GIJ | PON | ASP | LES | KAR | ALC | XAT | VAL | Punten |
| ---- | ---------------------------------------- | ------------------------ | --- | --- | --- | --- | --- | --- | --- | --- | ------ |
| 1    | Gonzalo Inguanzo Macho (O23)             | G.D. Supermercados Froiz | 4   | 5   | 13  | 1   | 1   | 1   | 3   | 4   | 134    |
| 2    | Mario Junquera                           | Unicaja Banco-Gijon      | 2   | 4   | 5   | 2   | 2   | 2   | 8   | 8   | 122    |
| 3    | Felipe Orts                              | Burgos-BH                | -   | 2   | 2   | -   | -   | -   | 1   | 1   | 90     |
| 4    | Raul Mira Bonastre (O23)                 | AM Sonido-Energym, CC    | 3   | 15  | 14  | 3   | 3   | 5   | 7   | 6   | 82     |
| 5    | Miguel Rodriguez Novoa (O23)             | G.D. Supermercados Froiz | 13  | 6   | 4   | 4   | -   | 6   | 5   | 5   | 75     |
| 6    | Kevin Suárez Fernández                   | Nesta-MMR CX Team        | 1   | 1   | 6   | -   | -   | -   | 6   | 12  | 74     |
| 7    | Diego Ruiz de Arcaute Diaz de Alda (O23) | Caja Rural-Alea          | 10  | -   | 11  | 7   | 11  | 13  | 4   | 3   | 58     |
| 8    | Jens Dekker                              | WSV De Peddelaars        | -   | 3   | 1   | -   | -   | -   | -   | -   | 41     |
| 9    | Clément Venturini                        | AG2R-Citroën             | -   | -   | -   | -   | -   | -   | 2   | 2   | 40     |
| 10   | Javier Zaera Gisbert (O23)               | Huesca la Magia          | 9   | -   | -   | 11  | 9   | 3   | 0   | 0   | 35     |
| 11   | Adrian Aranda Sanchis                    | Triasport, CE            | 11  | 12  | 0   | 10  | -   | 11  | 9   | 7   | 34     |
| 12   | Julio Perez Serdio (O23)                 | Nesta-MMR CX Team        | 8   | 11  | -   | 6   | 0   | 9   | -   | -   | 30     |
| 13   | Alain Suárez Fernández (O23)             | Nesta-MMR CX Team        | 5   | 7   | 0   | -   | -   | -   | 10  | -   | 27     |
| 14   | Carlos Gamez Ferrer (junior)             | Bikery Denpros CX Team   | 14  | 0   | 0   | 8   | -   | 8   | 12  | 14  | 24     |
| 15   | Miguel Diaz Perez (O23)                  | Uves X-Sauce Racing Team | -   | -   | -   | -   | 6   | 7   | 11  | -   | 24     |
| 16   | Thijs Aerts                              | Circus-ReUZ-Technord     | -   | 8   | 3   | -   | -   | -   | -   | -   | 24     |
| 17   | Bailey Groenendaal (O23)                 | WV Schijndel             | 7   | 10  | 9   | -   | -   | -   | -   | -   | 22     |
|      |                                          |                          |     |     |     |     |     |     |     |     |        |
| 22   | Lucas Janssen (O23)                      | BEAT Cycling             | -   | 12  | 7   | -   | -   | -   | -   | -   | 13     |
| 30   | Yorben Lauryssen (O23)                   | Jouffroy Academy         | -   | 0   | -   | -   | 8   | -   | -   | -   | 8      |
| 31   | Luke Verburg                             | ABLOC CT                 | -   | -   | -   | -   | -   | -   | 15  | 10  | 7      |
| 45   | Gosse van der Meer                       | WV West-Frisia           | -   | 0   | 15  | -   | -   | -   | -   | -   | 1      |

| Legenda | Legenda | Legenda | Legenda  | Legenda     | Legenda         | Legenda              |
| ------- | ------- | ------- | -------- | ----------- | --------------- | -------------------- |
| 1e plek | 2e plek | 3e plek | 4 t/m 25 | geen punten | niet uitgereden | - (niet deelgenomen) |

### Vrouwen elite
| Pos. | Renner                         | Ploeg                                     | GIJ | PON | ASP | LES | KAR | ALC | XAT | VAL | Punten |
| ---- | ------------------------------ | ----------------------------------------- | --- | --- | --- | --- | --- | --- | --- | --- | ------ |
| 1    | Lucía González                 | Nesta-MMR CX Team                         | 2   | 2   | 3   | -   | -   | 1   | 4   | 2   | 115    |
| 2    | Sofia Rodriguez Revert         | Nesta-MMR CX Team                         | 3   | 3   | 2   | -   | -   | 2   | 3   | 1   | 113    |
| 3    | Irene Trabazo Bragado          | XSM-Santome de Piñeiro                    | 5   | 10  | 7   | 1   | 1   | 3   | 9   | 7   | 109    |
| 4    | Laura Verdonschot              | De Ceuster-Bonache                        | 1   | 1   | 1   | -   | -   | -   | -   | -   | 75     |
| 5    | Alicia González                | Movistar                                  | -   | -   | -   | -   | 2   | 4   | 2   | 5   | 66     |
| 6    | Sara Bonillo Talens (O23)      | Bikery Denpros CX Team                    | 7   | -   | 14  | 2   | 5   | 10  | 6   | 8   | 65     |
| 7    | Nahia Arana Quintanilla        | Seguros Bilbao Miribilla                  | 10  | -   | 10  | 3   | 8   | 7   | 11  | 12  | 54     |
| 8    | Marta Beti Perez (O23)         | Cantabria Deporte-Rio Miera               | 8   | 14  | 8   | 8   | -   | 6   | 0   | 10  | 42     |
| 9    | Alba Teruel                    | Laboral Kutxa-Fundación Euskadi           | -   | -   | -   | -   | -   | -   | 1   | 3   | 41     |
| 10   | Alexandra Valade (O23)         | Team Fima - RDV Bikeshop Alian            | 4   | -   | -   | -   | -   | -   | 5   | 4   | 40     |
| 11   | Laura Maria Mira Juarez (O23)  | Farto-BTC Women’s Cycling Team            | 7   | 8   | 12  | -   | -   | 9   | 0   | 6   | 38     |
| 12   | Andrea Velasco Garcia (O23)    | Cantabria Deporte-Rio Miera               | 12  | 13  | 9   | 4   | -   | 8   | 14  | 0   | 38     |
| 13   | Suzanne Verhoeven              | De Ceuster-Bonache                        | 6   | 5   | 6   | -   | -   | -   | -   | -   | 32     |
| 14   | Gwennig Le Dantec              | Roue d'Or Conflanaise                     | -   | -   | -   | -   | 3   | -   | 10  | 9   | 29     |
| 15   | Natalia Alonso Alonso (junior) | Bicicletas Meta                           | 11  | 0   | 13  | 5   | 7   | -   | 0   | 0   | 29     |
| 16   | Jinse Peeters                  | Proximus-Alphamotorhomes-Doltcini Cycling | -   | 4   | 5   | -   | -   | -   | -   | -   | 26     |
|      |                                |                                           |     |     |     |     |     |     |     |     |        |
| 18   | Julie Brouwers (O23)           | Circus-ReUZ-Technord                      | -   | 6   | 4   | -   | -   | -   | -   | -   | 24     |

## Puntenverdeling per wedstrijd
De rijders verdienden punten aan de hand van de volgende tabel.
| Positie | 1  | 2  | 3  | 4  | 5  | 6  | 7 | 8 | 9 | 10 | 11 | 12 | 13 | 14 | 15 | telt niet |
| Punten  | 25 | 20 | 16 | 14 | 12 | 10 | 9 | 8 | 7 | 6  | 5  | 4  | 3  | 2  | 1  | 0         |

Kampioenschappen:  Wereldkampioenschappen ·
 Europese kampioenschappen ·
 Belgische kampioenschappen ·
 Nederlandse kampioenschappen
Klassementen:  Wereldbeker ·
 Superprestige ·
 X²O Badkamers Trofee ·
 TOI TOI Cup ·
 USCX Series ·
 Coupe de France ·
 National Trophy Series ·
 Copa de España ·
 Swiss Cyclocross Cup ·
 Hope Supercross Series
Overig:  Exact Cross ·  Losse crossen België
2016 · 2017 · 2018 · 2019 · 2020 · 2021 · 2022 · 2023 · 2024